# قره‌چماق، قسطمونی
قره‌چماق (به ترکی استانبولی: Karaçomak) یک منطقهٔ مسکونی در ترکیه است که در قسطمونی واقع شده‌است.